# Antar Yahia
Antar Yahia - em árabe: عنتر يحيى‎ - (Mulhouse, 21 de março de 1982) - é um futebolista franco-argelino. Defende atualmente a equipe alemã do VfL Bochum.

## Carreira
Yahia representou o elenco da Seleção Argelina de Futebol no Campeonato Africano das Nações de 2010.
Fez o gol que classificou a sua seleção para a Copa do Mundo de 2010 contra o Egito.